# Eino Kaila

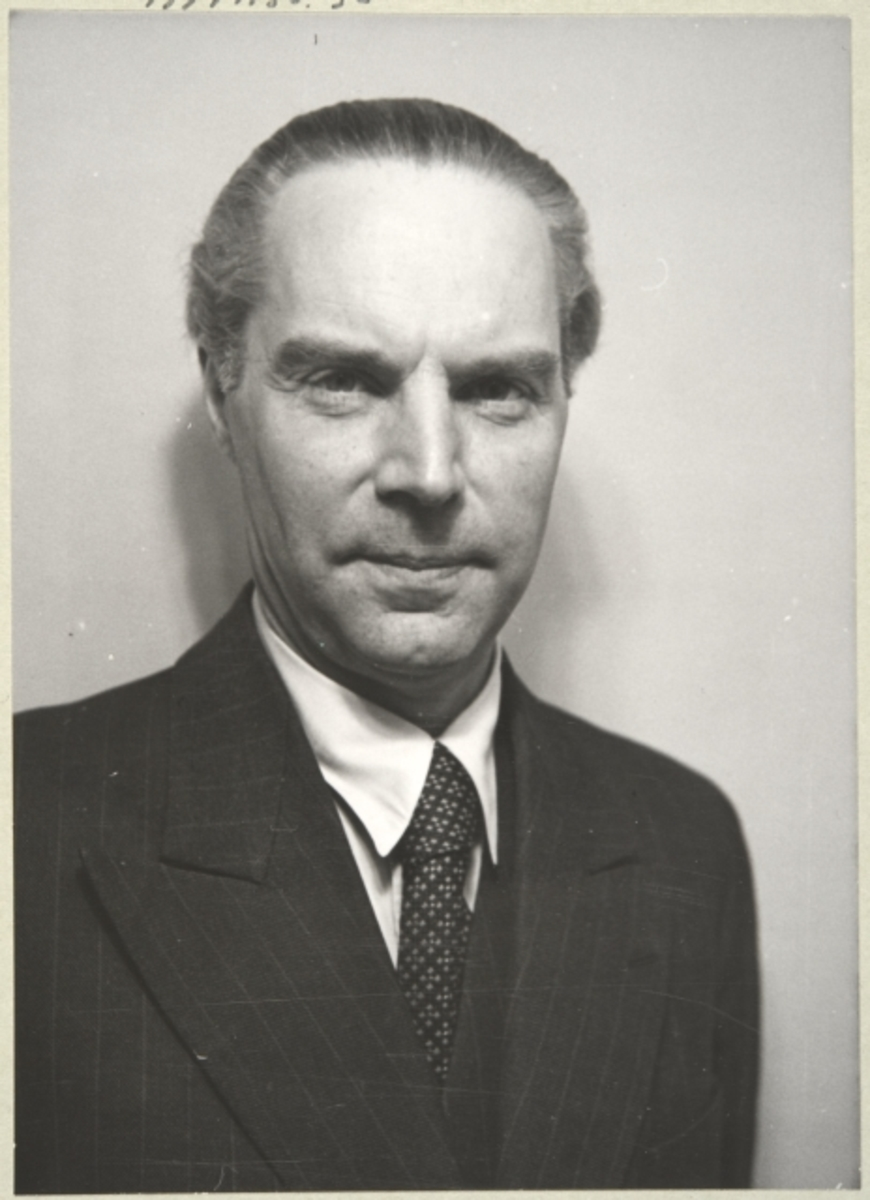
Eino Kaila år 1951.

Eino Sakari Kaila (till 1906 Johansson), född 9 augusti 1890 i Alajärvi, död 31 juli 1958 i Kyrkslätt, var en finländsk filosof och psykolog. Hans utveckling kan indelas i tre faser. Den första fasen, ungefär 1930-35, fokuserar främst på empirisk psykologi där gestaltteori intar en central plats. Det mest betydande verket från denna fas är Personlighetens psykologi från 1934. Den andra fasen, ungefär 1935–50, är starkt influerad av den logiska positivismen. Det mest betydande verket från denna fas är Den mänskliga kunskapen från 1939. I samband med hans anammande av de logisk-positivistiska idealen blev han under denna period metodologisk behaviorist. Hans sista fas innebär till viss del en återgång till gestaltteorin. Han hann emellertid aldrig avsluta denna forskning. 
Kaila var professor i filosofi vid Åbo universitet 1921–1930 och professor i teoretisk filosofi i Helsingfors 1930–1948. Han var även en av Finlands Akademis ledamöter. År 1943 invaldes han som utländsk ledamot nummer 811 av Kungliga Vetenskapsakademien.
Han är begravd på Sandudds begravningsplats i Helsingfors.

## Bilder

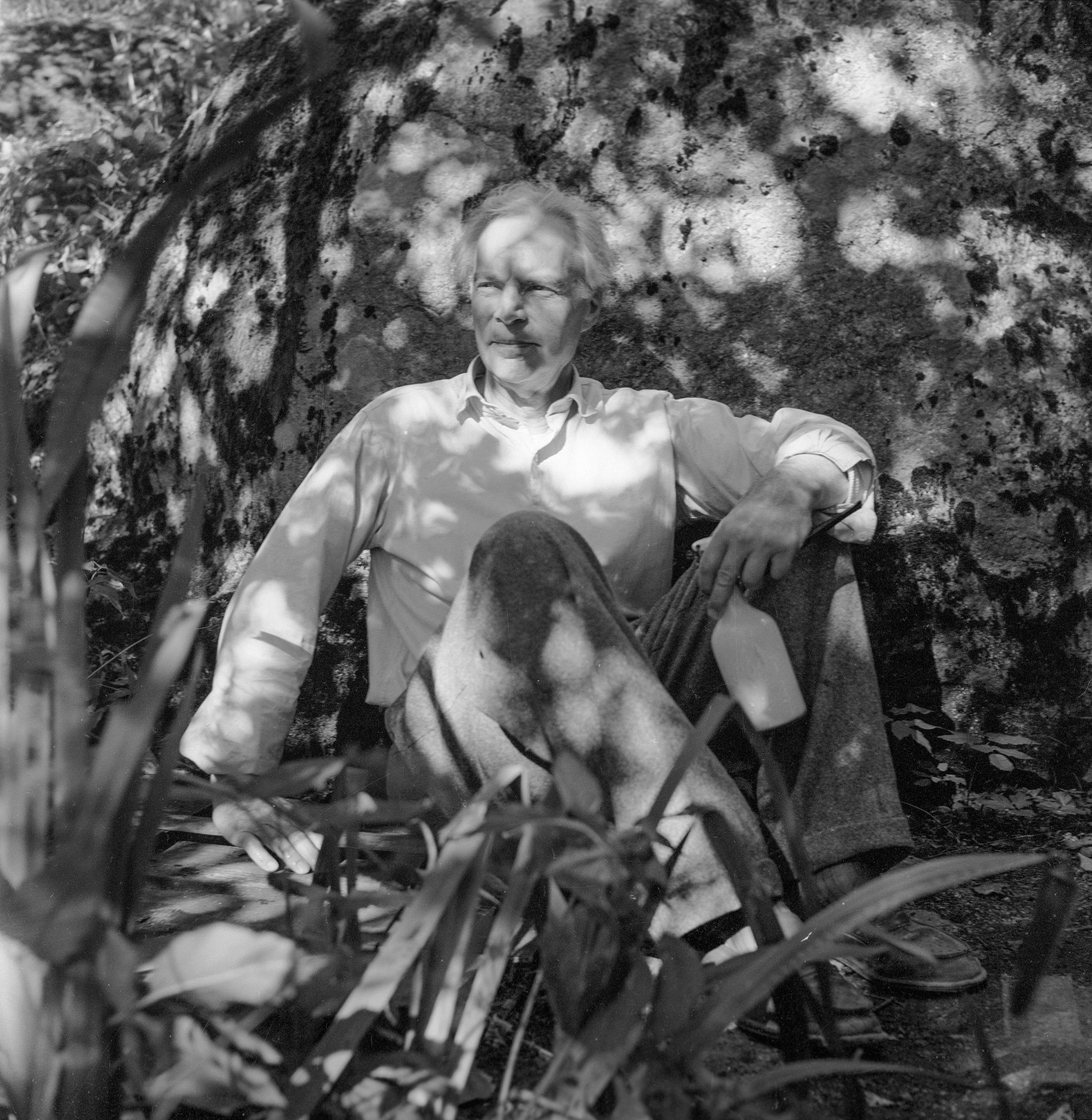
Eino Kaila, bild tagen av Göran Schildt
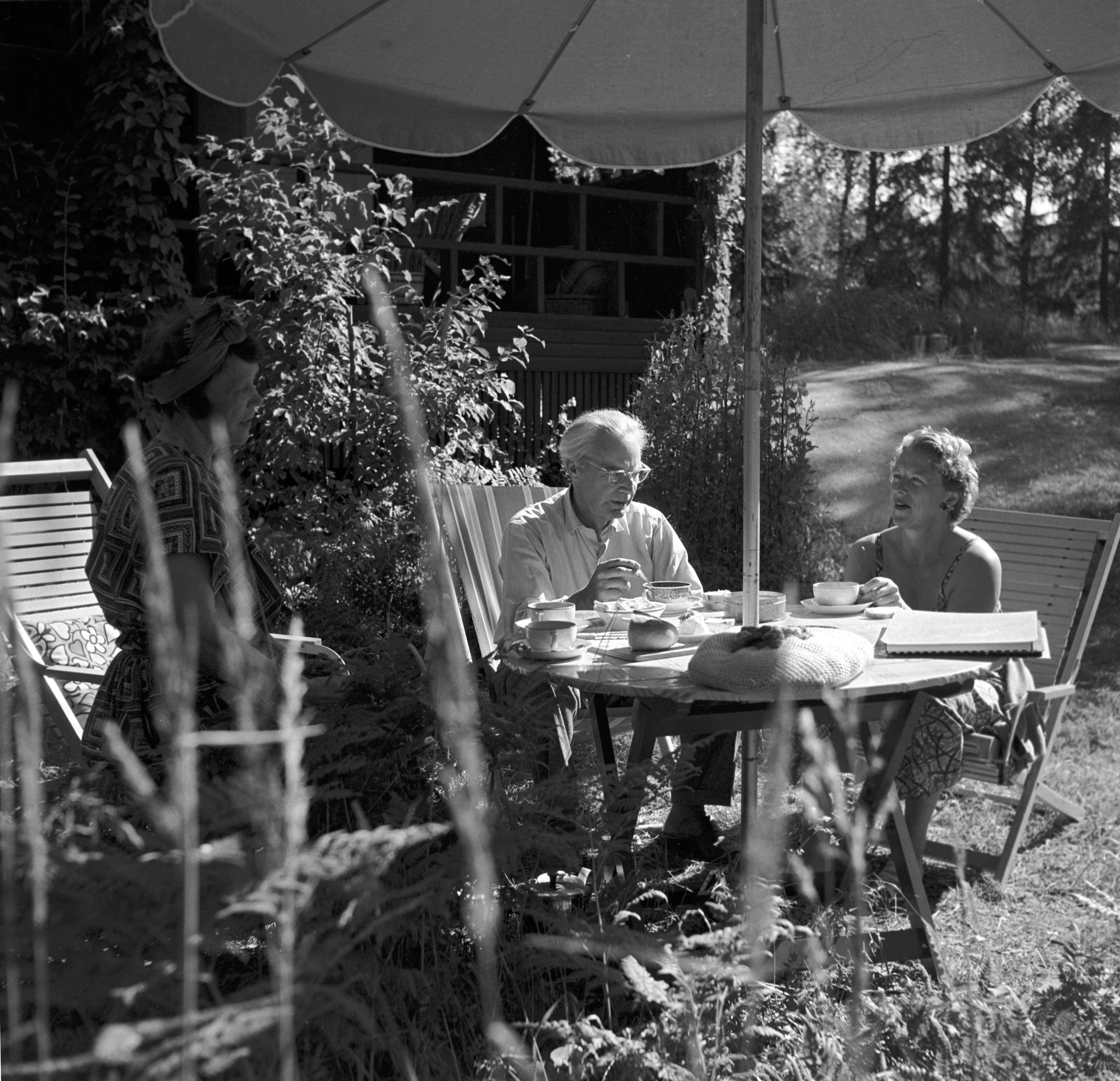
Anna Snellman-Kaila och Eino Kaila med Mona Morales-Schildt, bild tagen av Göran Schildt